# 朱家尖島
朱家尖島（しゅかせんとう、簡体字: 朱家尖岛）は浙江省舟山群島の島の1つで、陸地面積61.82k㎡、人口26,406人。島の全域が舟山市普陀区朱家尖街道に属する。普陀山名勝の構成部分で、民用航空の舟山普陀山空港がある。元の大徳5年（1301年）、朱家尖島は、普陀山廟の一部となり、普陀山の僧侶の休養地となる。現在、島では西瓜を産しており、「仏陀瓜」と称されている。